# الکساندر بورودیوک
الکساندر بورودیوک (روسی: Александр Генрихович Бородюк؛ زادهٔ ۳۰ نوامبر ۱۹۶۲) بازیکن سابق و مربی فوتبال اهل روسیه است.
از باشگاه‌هایی که در آن بازی کرده‌است می‌توان به باشگاه فوتبال لوکوموتیو مسکو، باشگاه فوتبال فرایبورگ، باشگاه فوتبال دینامو مسکو، باشگاه فوتبال شالکه ۰۴ و باشگاه فوتبال هانوفر ۹۶ اشاره کرد.